# قانون التخطيط للطوارئ وحق المجتمع في المعرفة
قانون التخطيط للطوارئ وحق المجتمع في المعرفة هو قانون فيدرالي لـ الولايات المتحدة تم تمريره من قبل الكونجرس الأمريكي رقم 99 الموجود في العنوان 42 ، الفصل 116 من قانون الولايات المتحدة، معني بالاستعداد للاستجابة لحالات الطوارئ.
في 17 أكتوبر 1986 وقع الرئيس رونالد ريغان على قانون التعديلات وإعادة التفويض لعام 1986. عدل هذا القانون قانون الاستجابة البيئية الشاملة والتعويضات والمسؤولية لعام 1980.
القانون هو قانون قائم بذاته باسم قانون التخطيط للطوارئ وقانون حق المجتمع في المعرفة لعام 1986. الغرض منه هو تشجيع ودعم جهود التخطيط للطوارئ على مستوى الولاية والمستوى المحلي وتزويد الجمهور والحكومات المحلية بالمعلومات المتعلقة بالمخاطر الكيميائية المحتملة الموجودة في مجتمعاتهم.